# Irmãos de Nossa Senhora de Lourdes

Insígnia do FNDL

Os Irmãos de Nossa Senhora de Lourdes (em francês:  Frères de Notre-Dame-de-Lourdes, em latim: Fratres Nostrae Dominae de Lurdensis, FNDL) é uma congregação religiosa católica romana fundada em 1830 pelo padre belga Étienne-Modeste Glorieux (1802-1872). A congregação se dedica à educação e formação dos jovens, principalmente na formação técnica. A congregação foi aprovada e recebeu status pontifício pelo Papa Leão XIII em 1892.
Numerando 198 em 2009  os irmãos são ativos na Bélgica, Holanda, República Democrática do Congo, Indonésia (como Bruder Budi Mulia), Etiópia e Brasil.